# Gastronomía de la provincia de Teruel

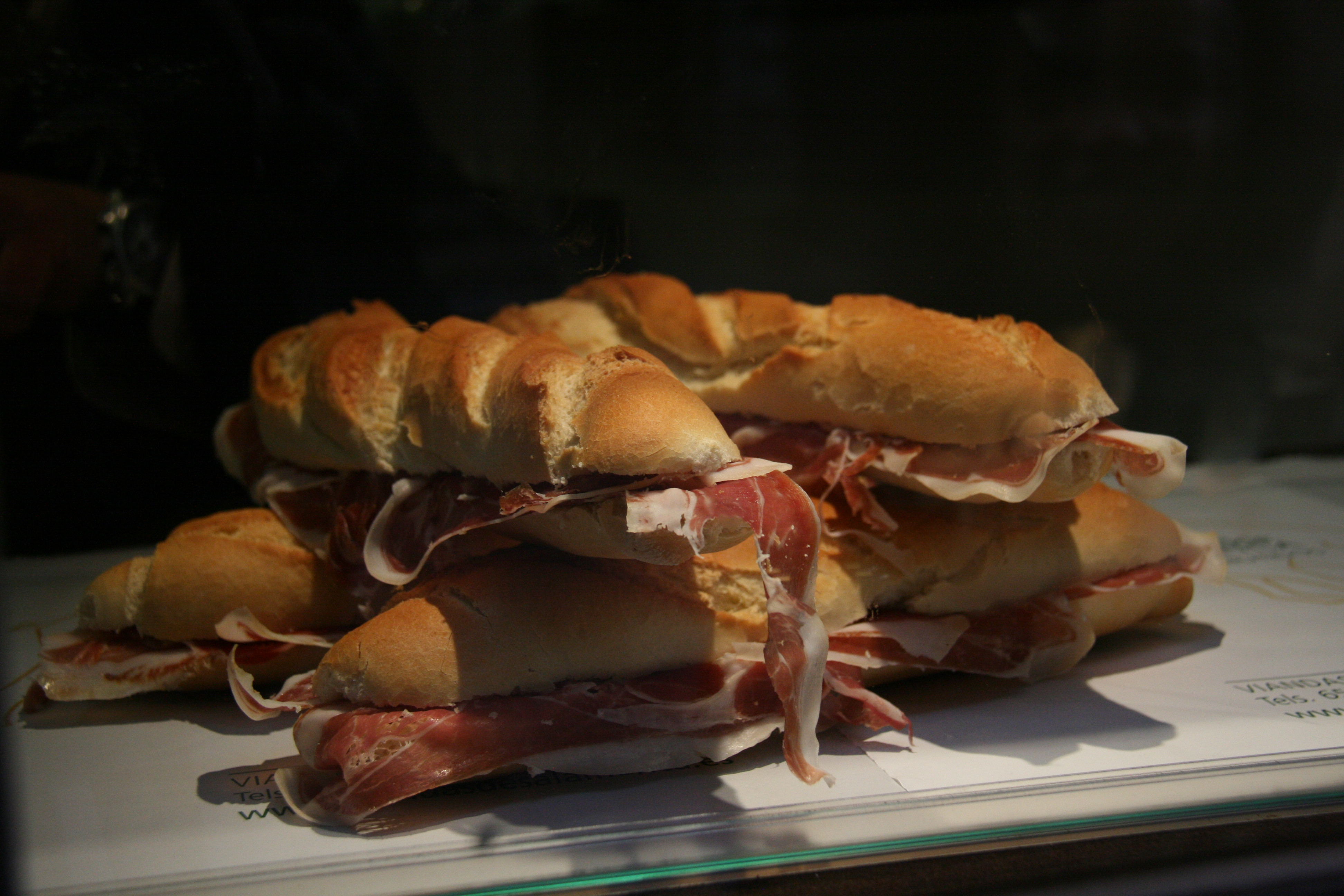
El Jamón de Teruel preparado en bocadillo.

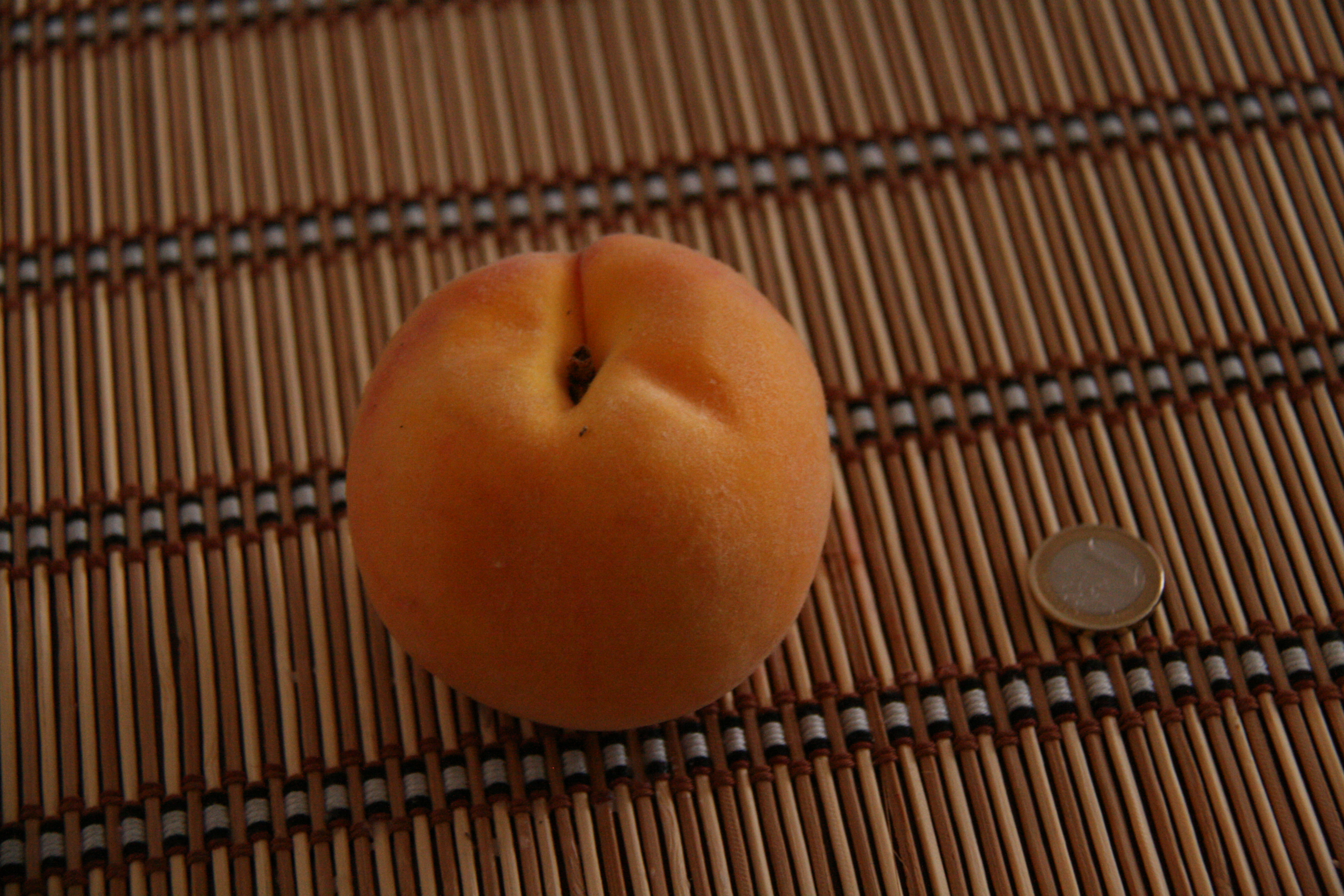
El melocotón de Calanda.

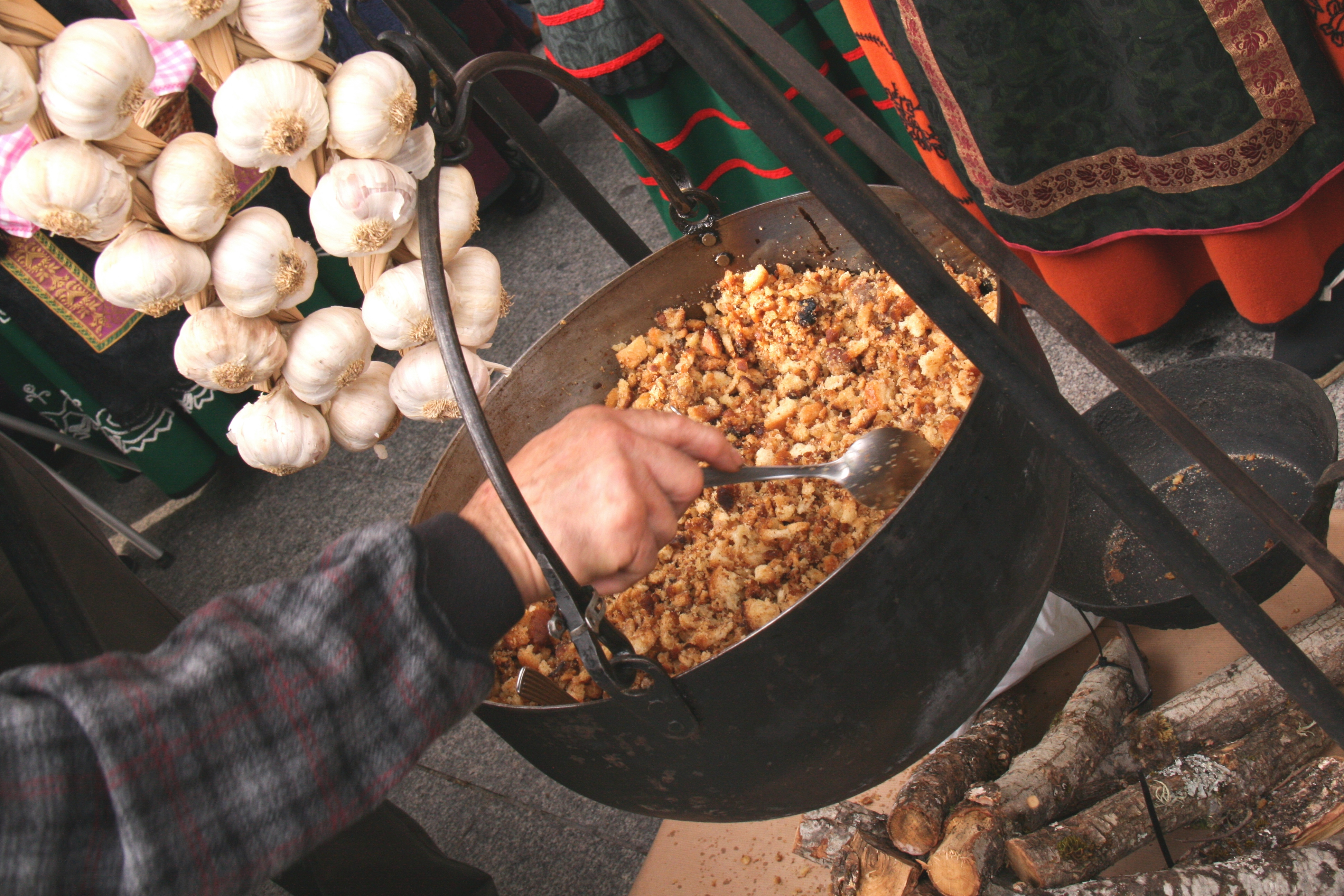
Migas turolenses.

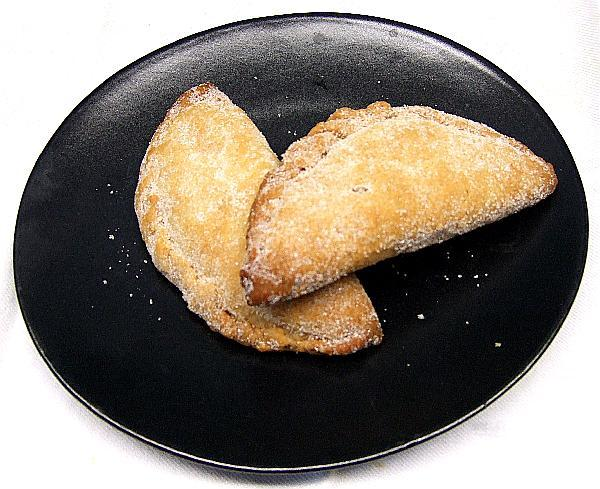
Tortas de alma.

La Gastronomía de la provincia de Teruel es el conjunto de platos y costumbres culinarias de la provincia de Teruel (Aragón). La geografía montañosa de la provincia determina un tipo de cocina serrana y pastoril. Siendo de todas las cocinas de Aragón la más sobria. Con abundante eleménto cárnico, procedente de embutidos, migas (en concreto las migas turolenses), y asados de ternasco y cabrito (cabrito en espedo). El carácter de la cocina de esta provincia puede verse en algunas preparaciones que poseen el apelativo a la turolense. 

## Historia
El Jamón de Teruel fue el primer jamón con denominación de origen de España. El consejo regulador de la denominación de origen, nace por impulso del departamento de agricultura y medio ambiente de la Diputación General de Aragón el 26 de octubre de 1984. En marzo de 1997, la Unión Europea incluyó el jamón de Teruel en la lista de productos europeos de especial calidad.

## Ingredientes
Muchos de los ingredientes serranos de Teruel se centran en la ganadería, a veces como subproducto se tienen lácteos propios de la provincia como es el queso de Tronchón (queso elaborado con leche de oveja) originario del municipio turolense del Tronchón, aunque se ha propagado debido a la trashumancia por la comarca del Maestrazgo hasta llegar a la Comunidad Valenciana.

### Verduras y frutas
Entre los platos turolenses se incluye con frecuencia el pimiento. Entre los productos de cereal se tienen los regañaos (conocidos también como regañaos turolenses) y los medallones de Valjunquera (una especie de migas con tocino realizada en las fiestas y bodas), las tortas de trigo llamadas «sollapas» y las caldereta de pastor. El azafrán de Jiloca es muy reconocido. Con los productos del pan se elaboran igualmente los galianos y las sopas tostadas, la sopa de ajo turolense. Teruel es una zona productora de aceite de oliva en la que se encuentra amparada por la Denominación de Origen de Aceite del Bajo Aragón. Entre las frutas son muy conocidas los melocotones de Calanda, se cultiva de forma tradicional, caracterizándose por el proceso de embolsado previo a su maduración; es reconocible por su tamaño, un color amarillo uniforme y sin estrías, su exquisito aroma y un sabor dulce propio.

### Carnes
La cultura del sacrificio del cerdo arroja numerosos embutidos y fiambres. Son conocidas las morcillas y longanizas de Calaceite, el afamado jamón de Teruel (que participa en unas tostas denominadas delicias de Teruel: una especie de pan con tomate), al igual que el Jamón de Calamocha. Entre los platos de cocina de carne de cerdo son conocidas las magras turolenses. Existen formas de conservar el cerdo en aceite. Entre los platos de caza menor e encuentran los tordos con arroz. Entre los platos de carne de cordero, se encuentran los asados como la preparación cordero a lo pastor (a la cazuela, ajo, agua y sal).

### Pescados
Las truchas y los cangrejos de los ríos turolenses, las truchas a la turolense. Las anguilas de Alcañiz, existen preparaciones de bacalao como el bacalao de Albarracín.

### Trufa
La trufa negra, conocida también como trufa de Perigord, es muy apreciada en la gastronomía por su aroma y es de gran valor económico. Se trata de un hongo que se encuentra bajo el suelo (hipogeo) y que posee un aspecto exterior oscuro tirando a negro, de superficie verrugosa.
Teruel es casi con exclusividad el único y mayor productor de este hongo en España y uno de los más importantes a escala mundial. Centrándose la mayor parte de su producción en Sarrion, considerada la capital española de la trufa negra.

### Azafrán
Tras un periodo al borde de la desaparición, en Teruel se ha recuperado de forma importante el cultivo de azafrán, producto de primerísima calidad, que desde épocas árabes se cultiva en Aragón. La comarca del Jiloca, con Calamocha y Monreal del Campo como cabezas visibles, es el centro principal de producción.

## Repostería
En la ciudad de Teruel se encuentran los «suspiros de amante», unos pastelillos con una base de queso, las tortas de alma, el pan dormido. En Albarracín existen las tortas finas, así como los cascabelicos. Son famosas las almojábanas de Jiloca (rellenas de crema de huevo y rociadas de anís. Se produce guirlache (denominado popularmente como Guirlachicos) similar al turrón de Alicante. Una de las pastelerías más afamadas de la ciudad de Teruel es Pastelería Muñoz.